# Helvella
Helvella L. (piestrzyca) – rodzaj grzybów z rodziny piestrzycowatych (Helvellaceae).

## Systematyka i nazewnictwo
Pozycja w klasyfikacji według Index Fungorum: Helvella, Helvellaceae, Pezizales, Pezizomycetidae, Pezizomycetes, Pezizomycotina, Ascomycota, Fungi.
Po raz pierwszy rodzaj ten zdiagnozował Karol Linneusz w 1753 r. i podana przez niego nazwa jest dotąd aktualna. Synonimy naukowe:
Acetabula (Fr.) Fuckel,
Biverpa (Fr.) Boud.,
Boletolichen Juss.,
Coelomorum Paulet,
Costapeda Falck,
Cowlesia Nieuwl.,
Cyathipodia Boud.,
Fuckelina Kuntze,
Globopilea Beauseign.,
Helvella subgen. Biverpa Fr.,
Leptopodia Boud.,
Macropodia Fuckel,
Macroscyphus Nees ex Gray,
Paxina Kuntze,
Peziza sect. Acetabula Fr.,
Phaeomacropus Henn.,
Phleboscyphus Clem.,
Pindara Velen.,
Tubipeda Falck.

## Cechy charakterystyczne
Naziemne grzyby saprotroficzne, występujące na glebie lub próchniejącym drewnie. Owocniki podzielone na kapelusz i trzon lub kielichowate. Kapelusze kędzierzawe, siodłowate lub miseczkowate, pokryte hymenium. Powierzchnia hymenialna płowożółta do brązowej, szarej, czarnej, czasami kremowej lub białej, gładka lub pomarszczona. Trzon podłużnie żeberkowany lub gładki i w tym samym kolorze co hymenium. Parafizy proste, smukłe, z maczugowatymi końcówkami. Worki jednościenne, cylindryczne, nieamyloidalne, 8-zarodnikowe. Askospory hialinowe, jednokomórkowe, elipsoidalne, podłużne lub wrzecionowate, gładkie do brodawkowatych lub brodawkowato-pomarszczonych, z dużą centralną kroplą oleju, a często z mniejszymi kropelkami, po osiągnięciu dojrzałości czterojądrowe. Miąższ elastyczny.

## Gatunki występujące w Polsce
- Helvella acetabulum (L.) Quél. – piestrzyca pucharowata
- Helvella albella Quél. 1896[5]
- Helvella albipes Fuckel 1866[6]
- Helvella arctica Nannf. 1937[7]
- Helvella atra J. König – piestrzyca czarna
- Helvella corium (O. Weberb.) Massee 1895
- Helvella compressa (Snyder) N.S. Weber 1975[7]
- Helvella costifera Nannf. 1953[7]
- Helvella crispa (Scop.) Fr. 1822 – piestrzyca kędzierzawa
- Helvella cupuliformis Dissing & Nannf. 1966[8]
- Helvella elastica Bull. 1785 – piestrzyca giętka
- Helvella ephippium Lév. 1841
- Helvella fibrosa (Wallr.) Korf 2008
- Helvella hyperborea Harmaja 1978[9]
- Helvella hypocrateriformis Schaeff. 1774
- Helvella lactea Boud. 1907
- Helvella lacunosa Afzel. 1818 – piestrzyca zatokowata
- Helvella latispora Boud. 1898[6]
- Helvella macropus (Pers.) P. Karst. 1871 – piestrzyca popielata
- Helvella monachella (Scop.) Fr. 1822
- Helvella pezizoides Afzel. 1783
- Helvella phlebophora Pat. & Doass. 1886[7]
- Helvella queletiana Sacc. & Traverso 1910
- Helvella queletii Bres. (Paxina queletii (Bres.) Stangl 1963)

Nazwy naukowe na podstawie Index Fungorum. Wykaz gatunków i nazwy polskie według M.A Chmiel (z wyjątkiem tych zaznaczonych odrębnymi przypisami).

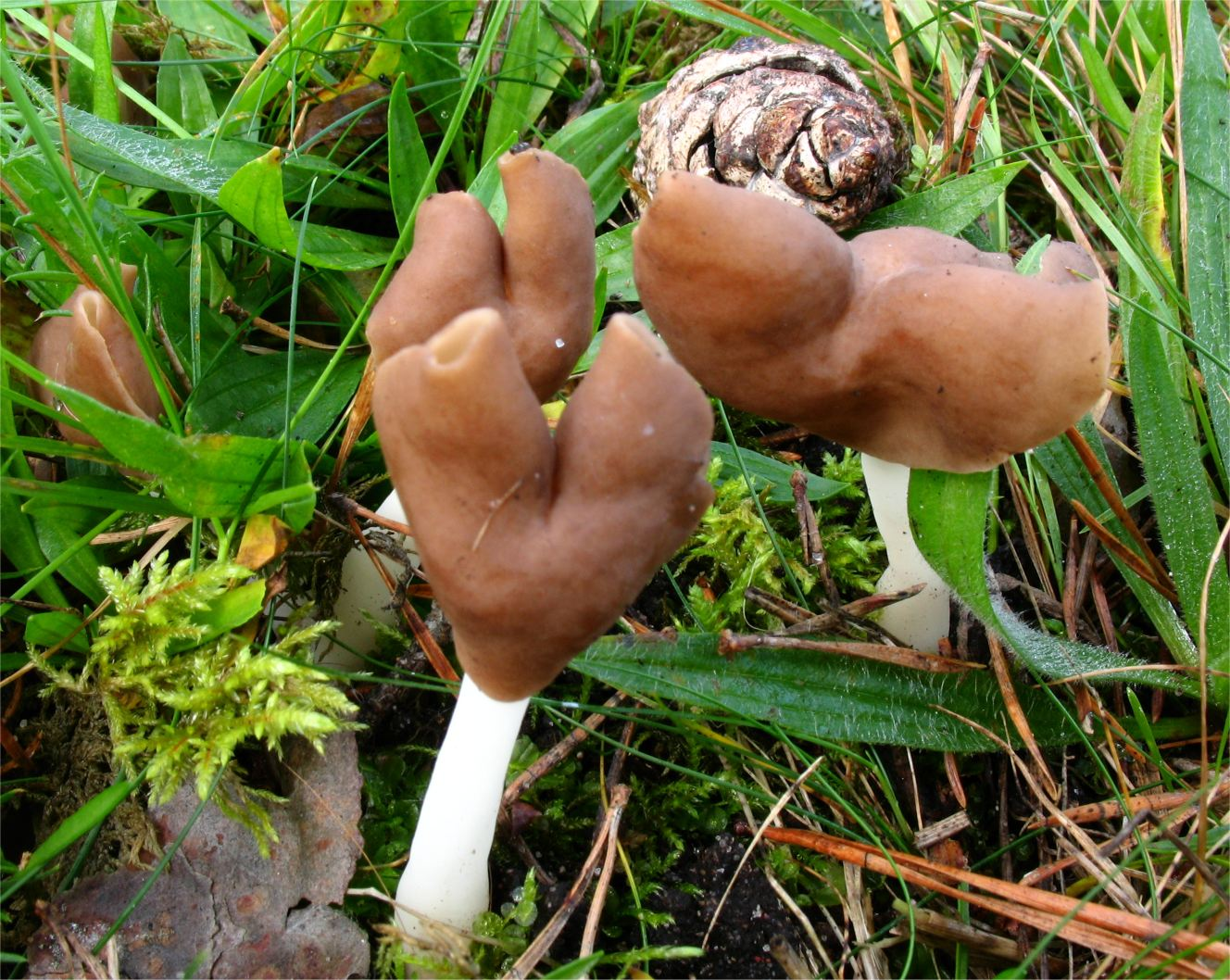
Helvella albella
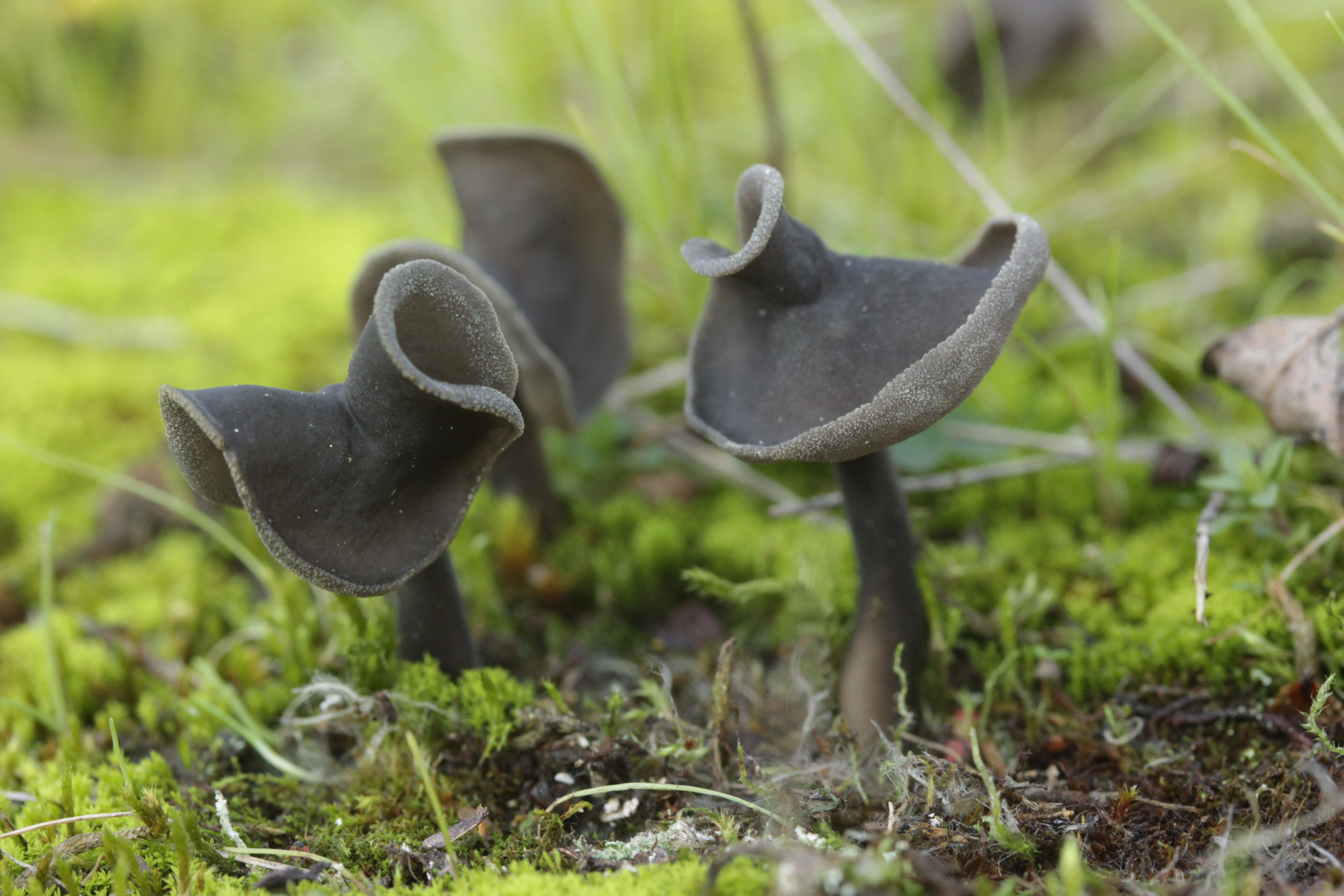
Piestrzyca czarna
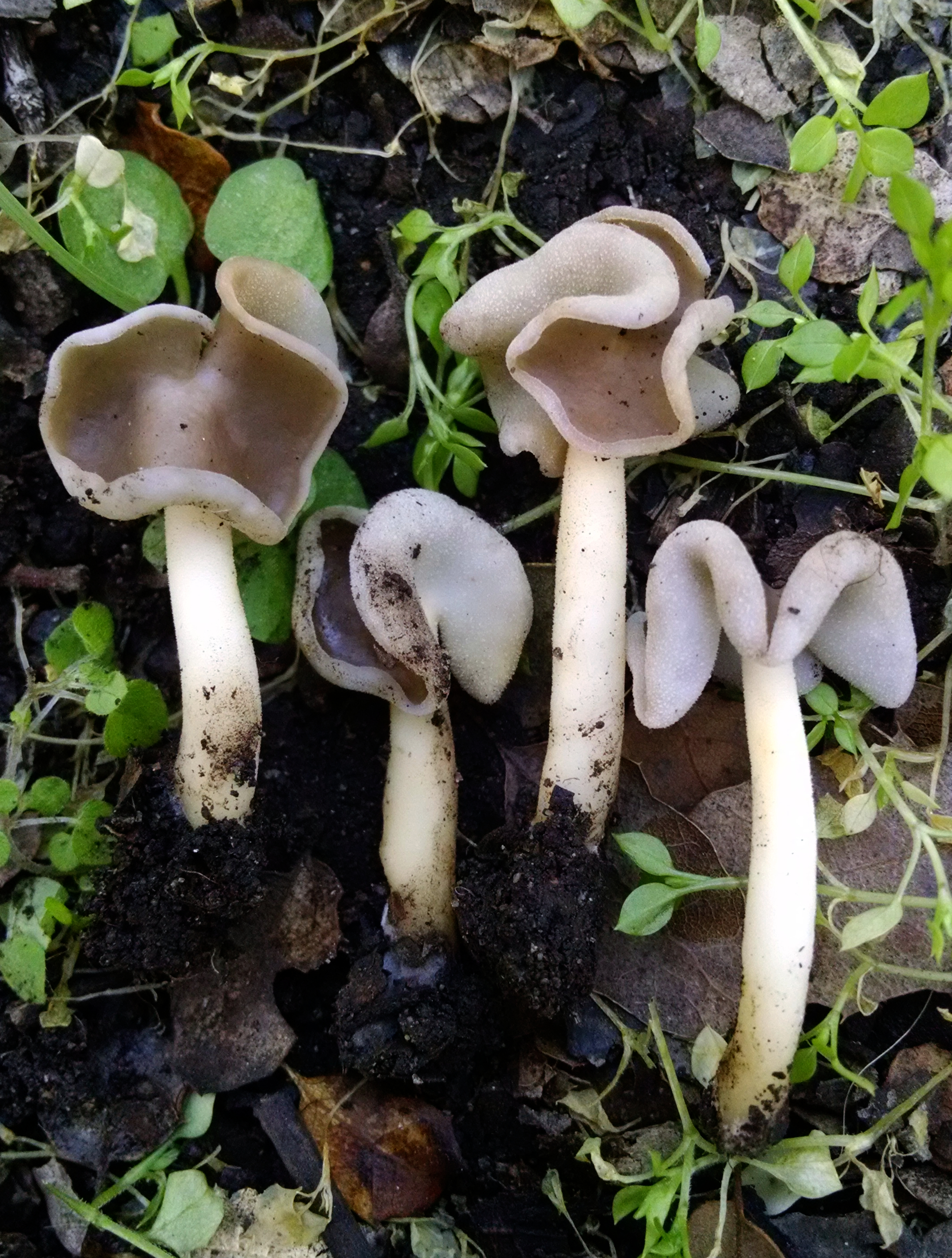
Helvella compressa
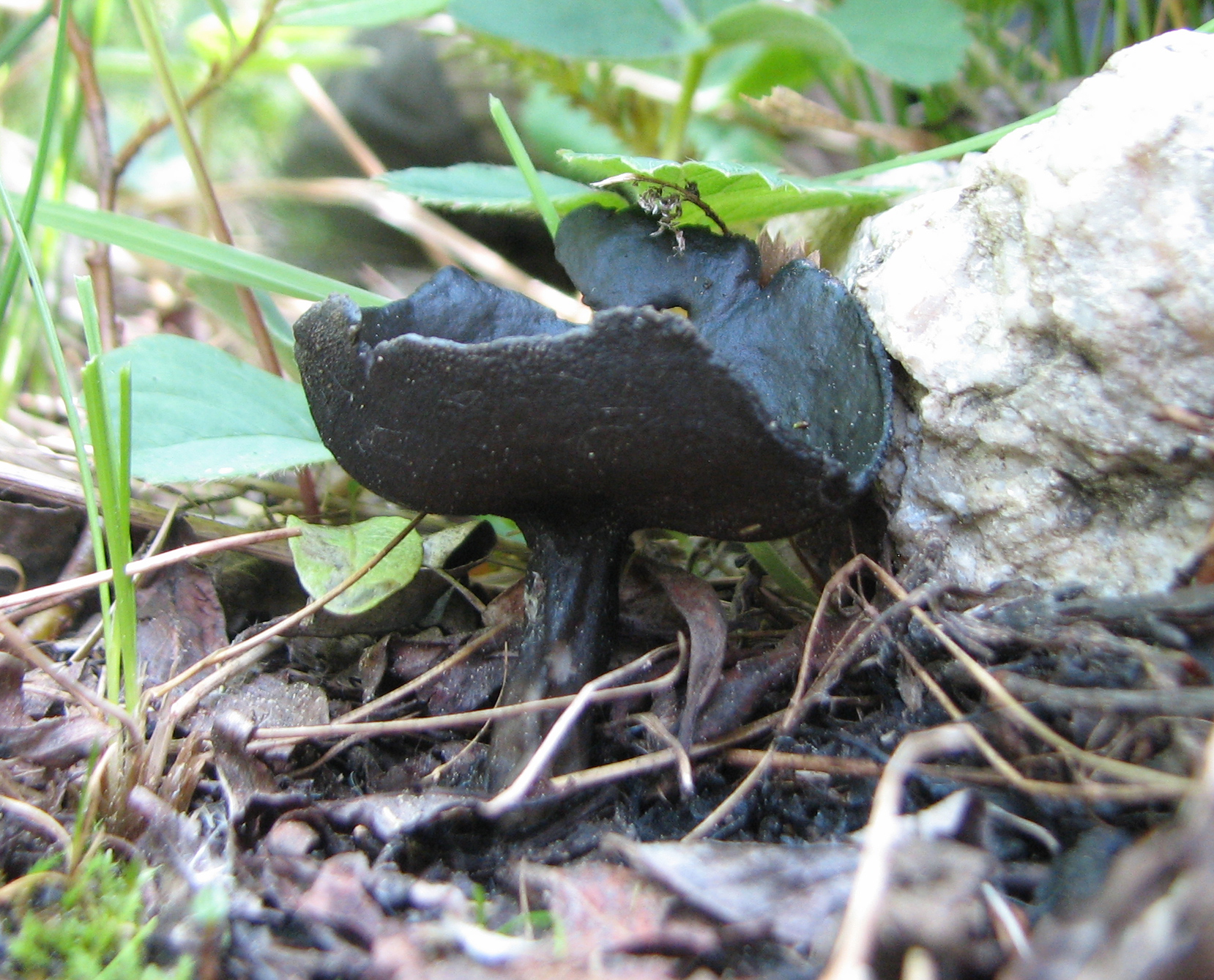
Helvella corium
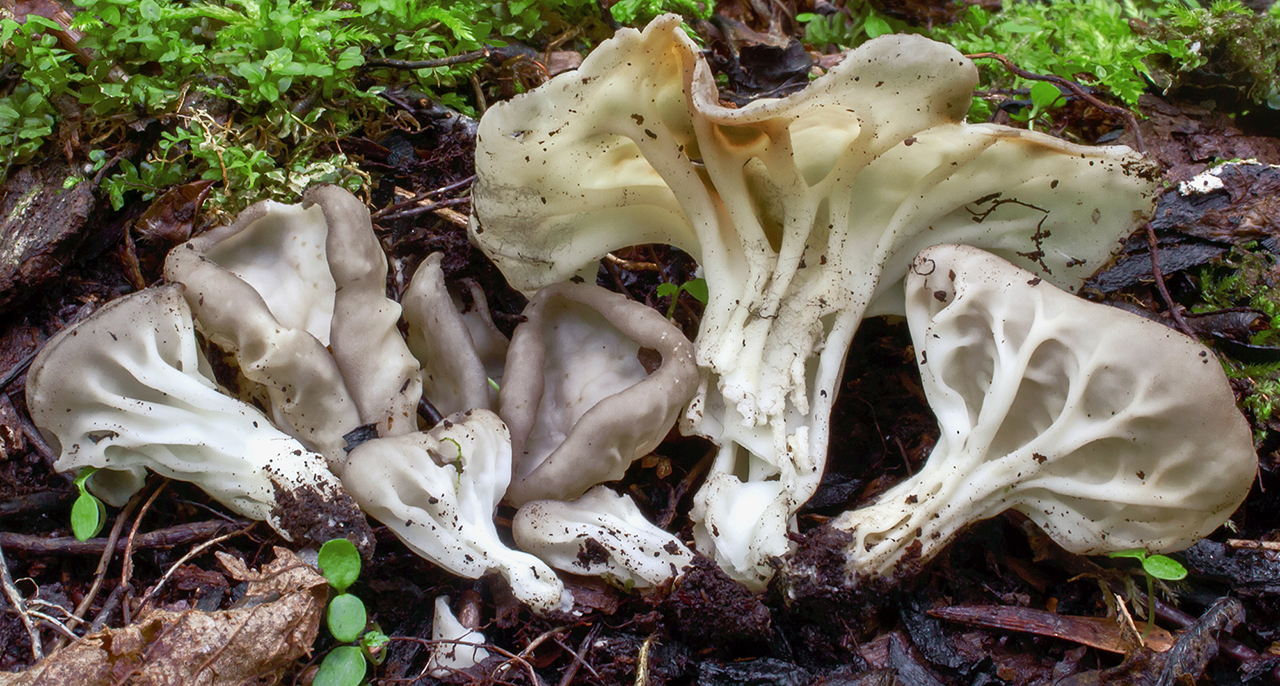
Helvella costifera
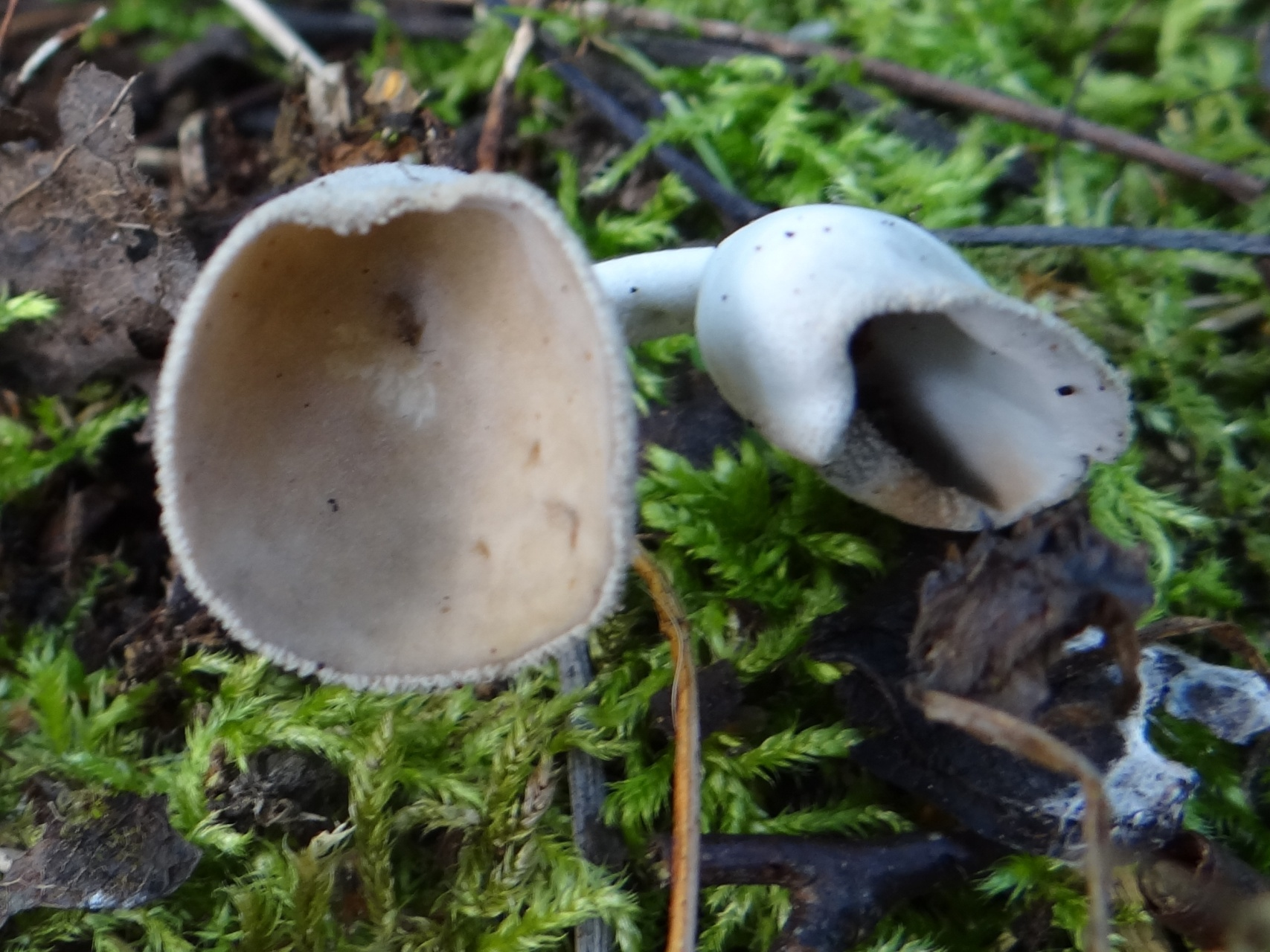
Helvella cupuliformis
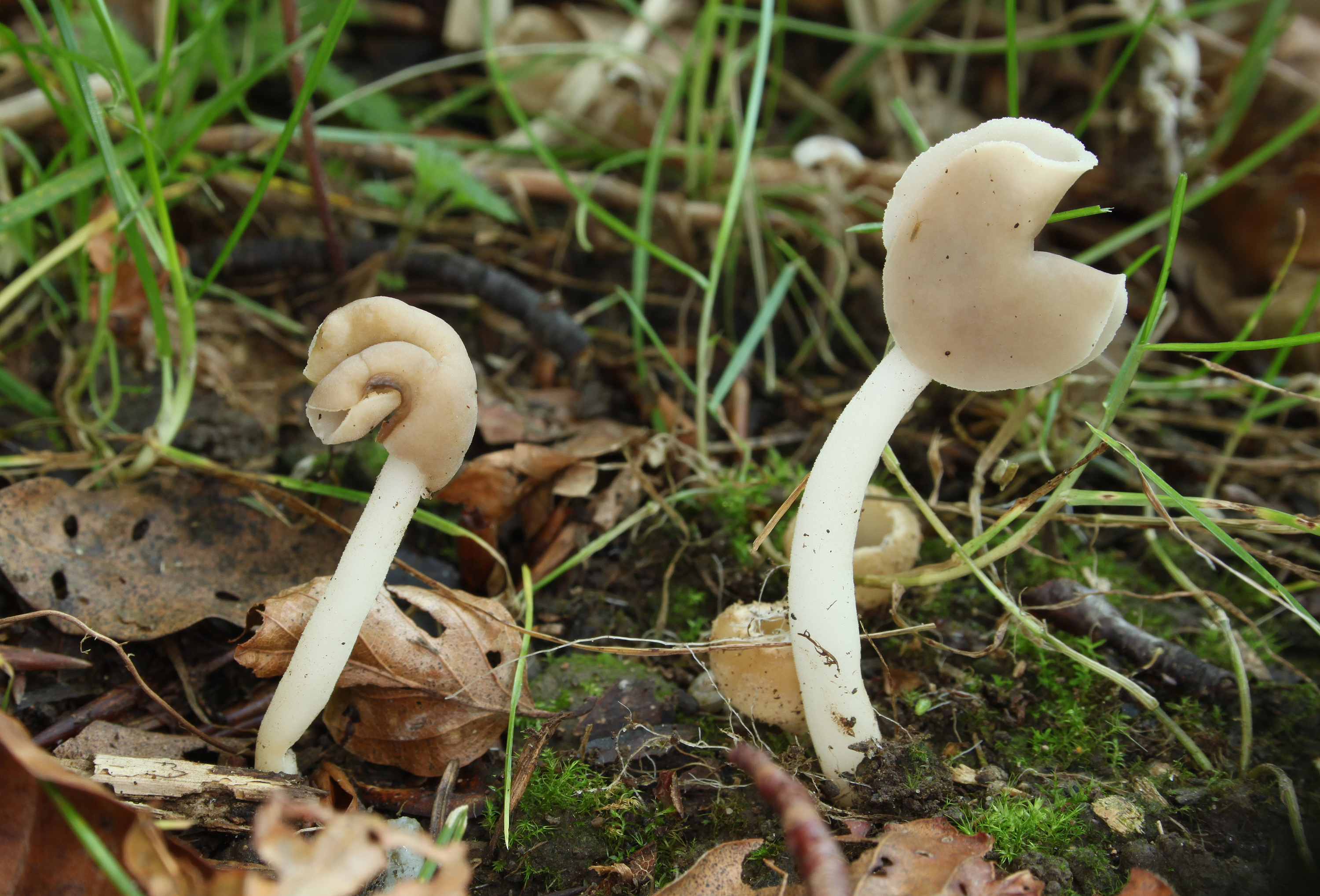
Helvella ephippium
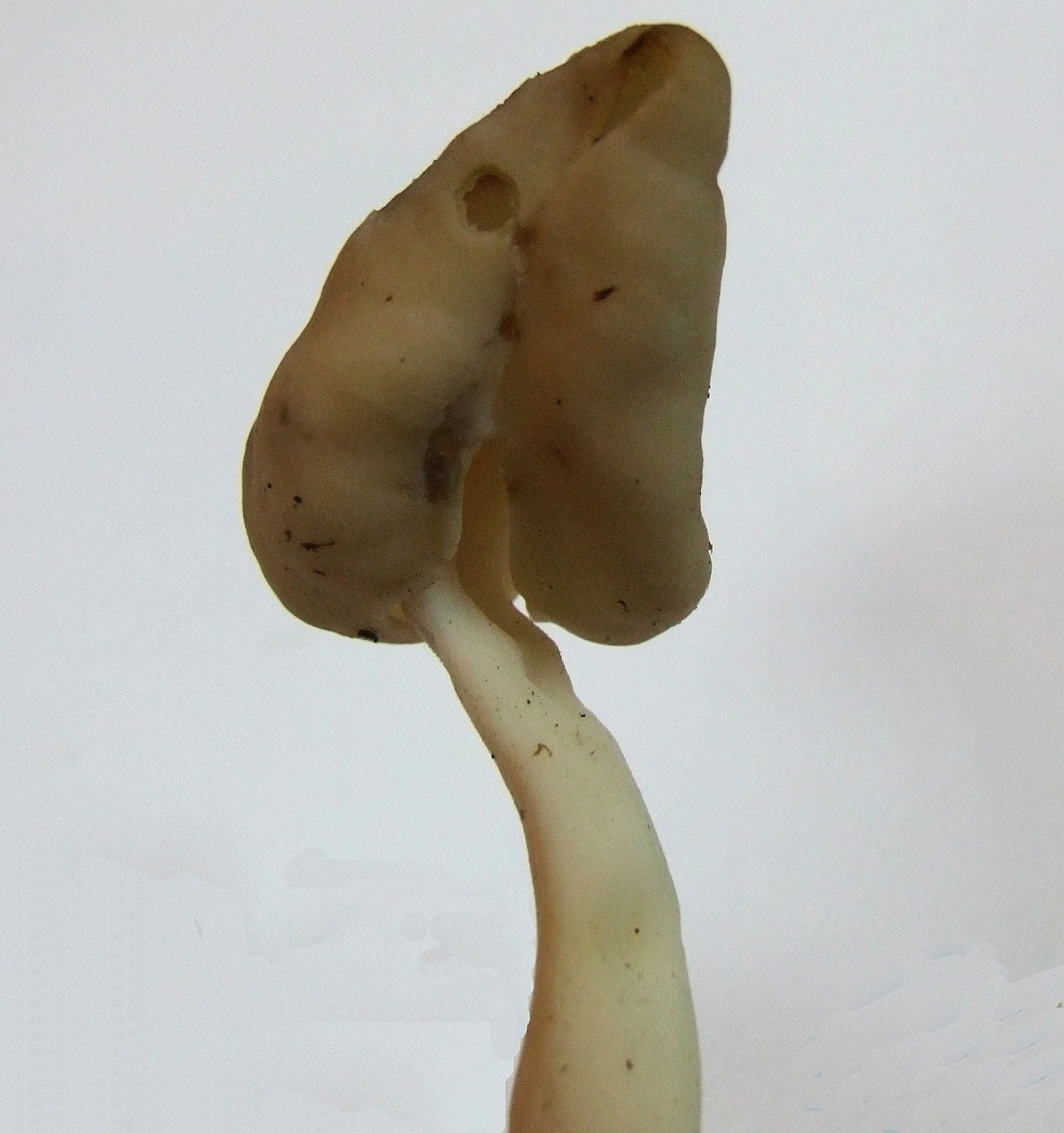
Piestrzyca giętka
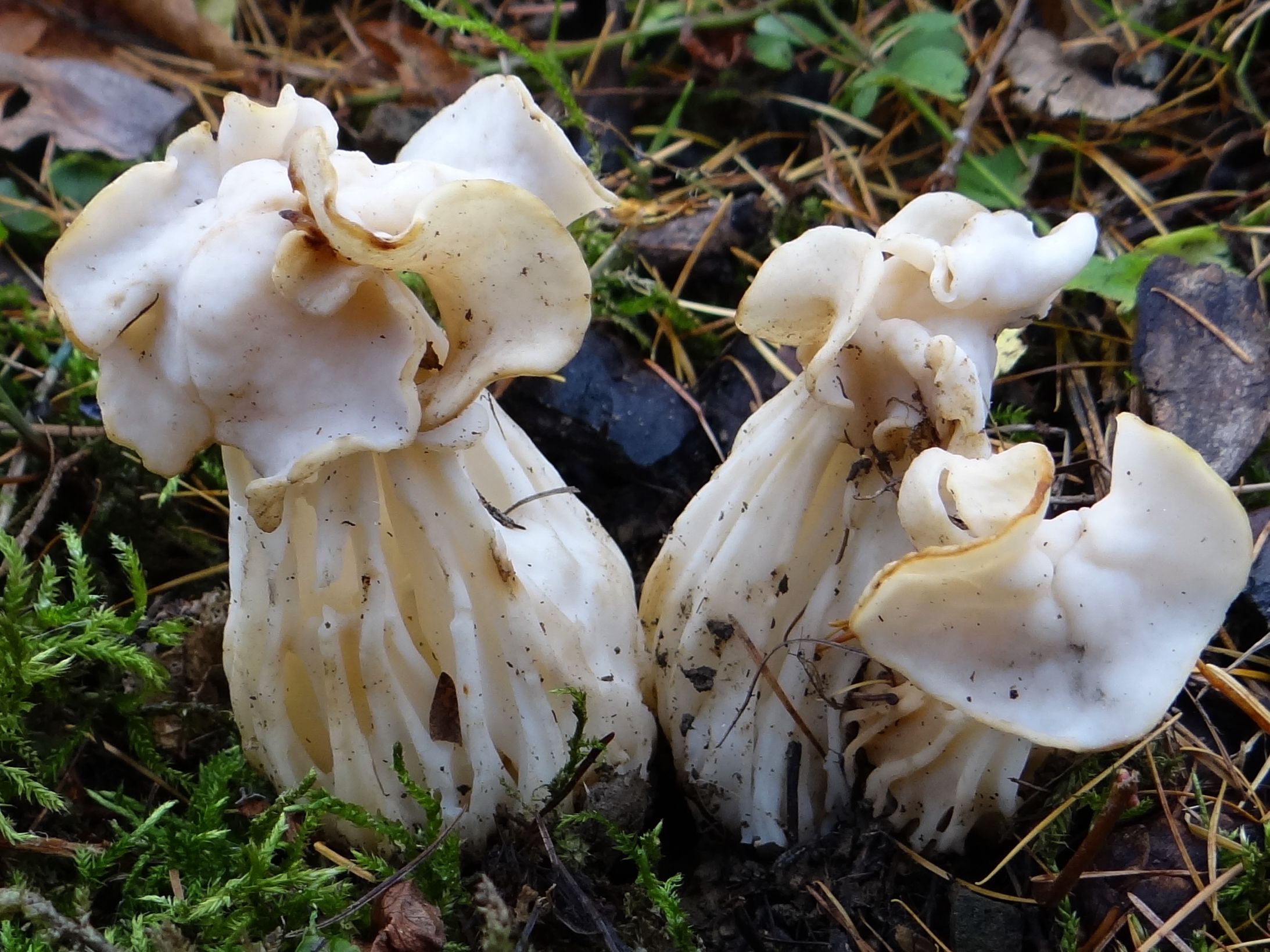
Piestrzyca kędzierzawa
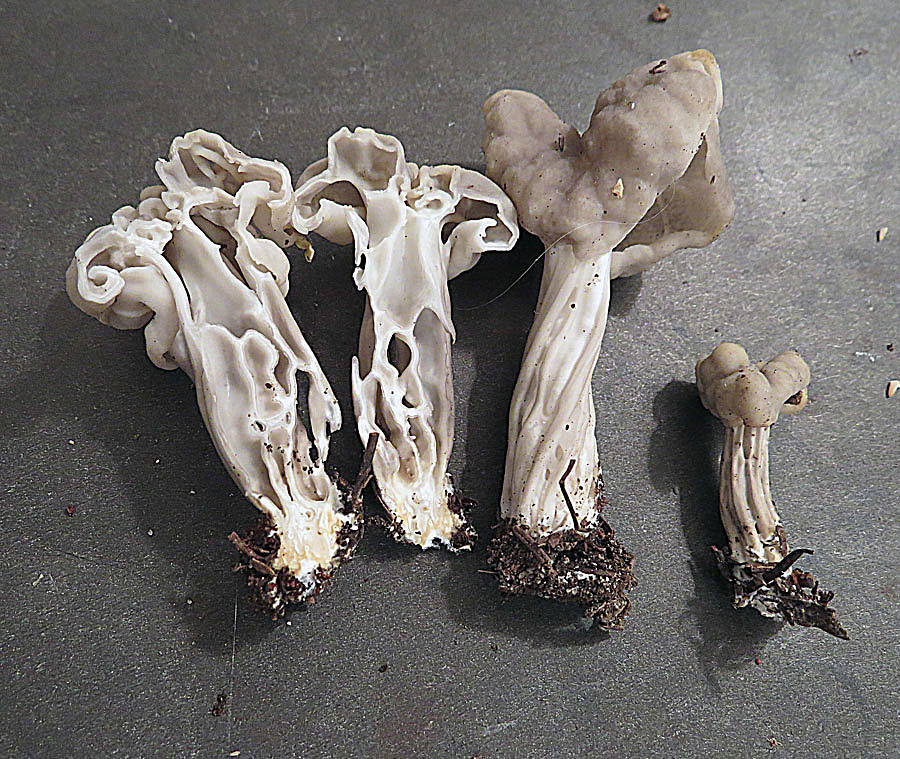
Helvella lactea
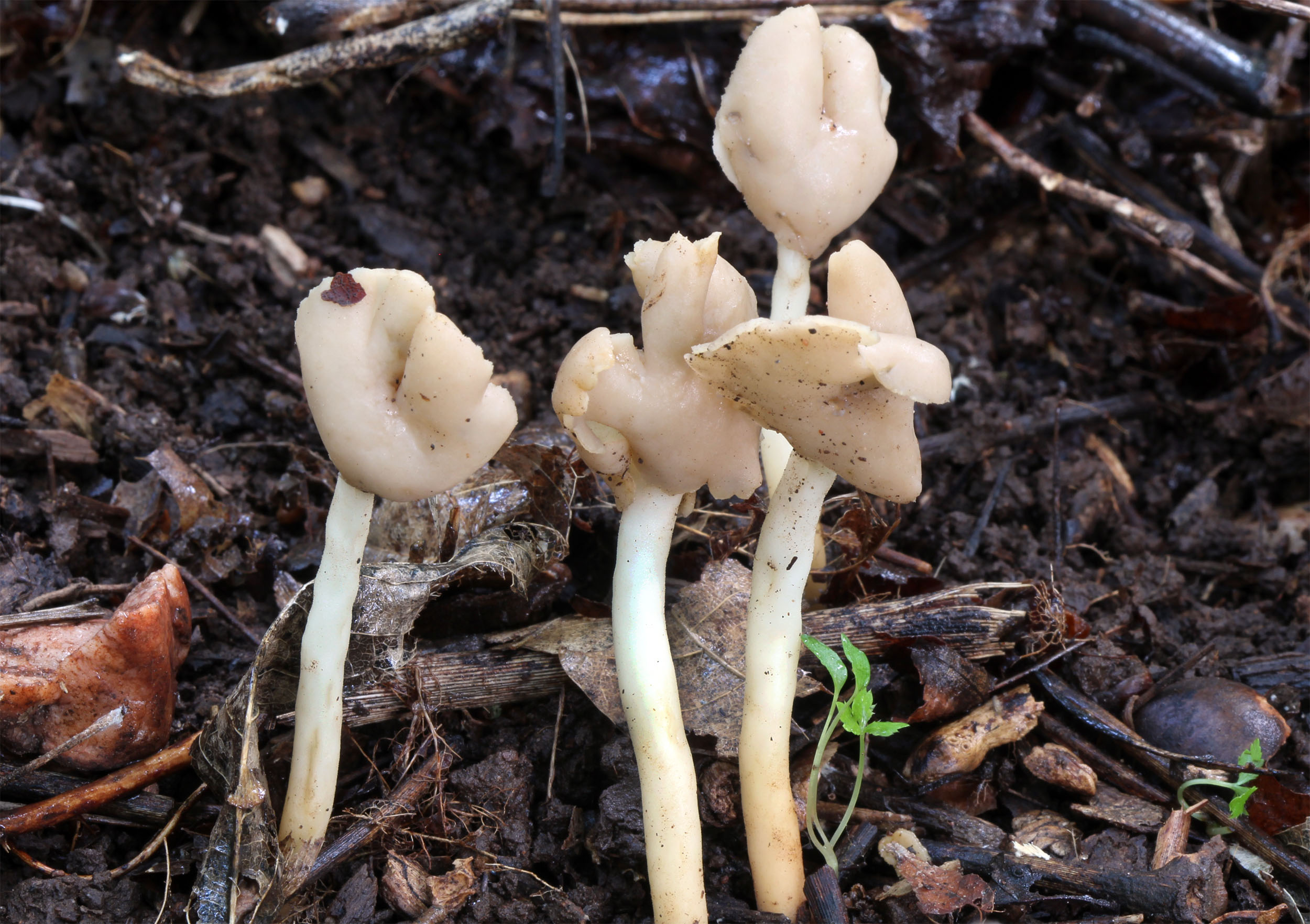
Helvella latispora
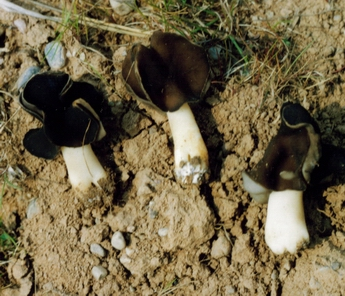
Helvella monachella
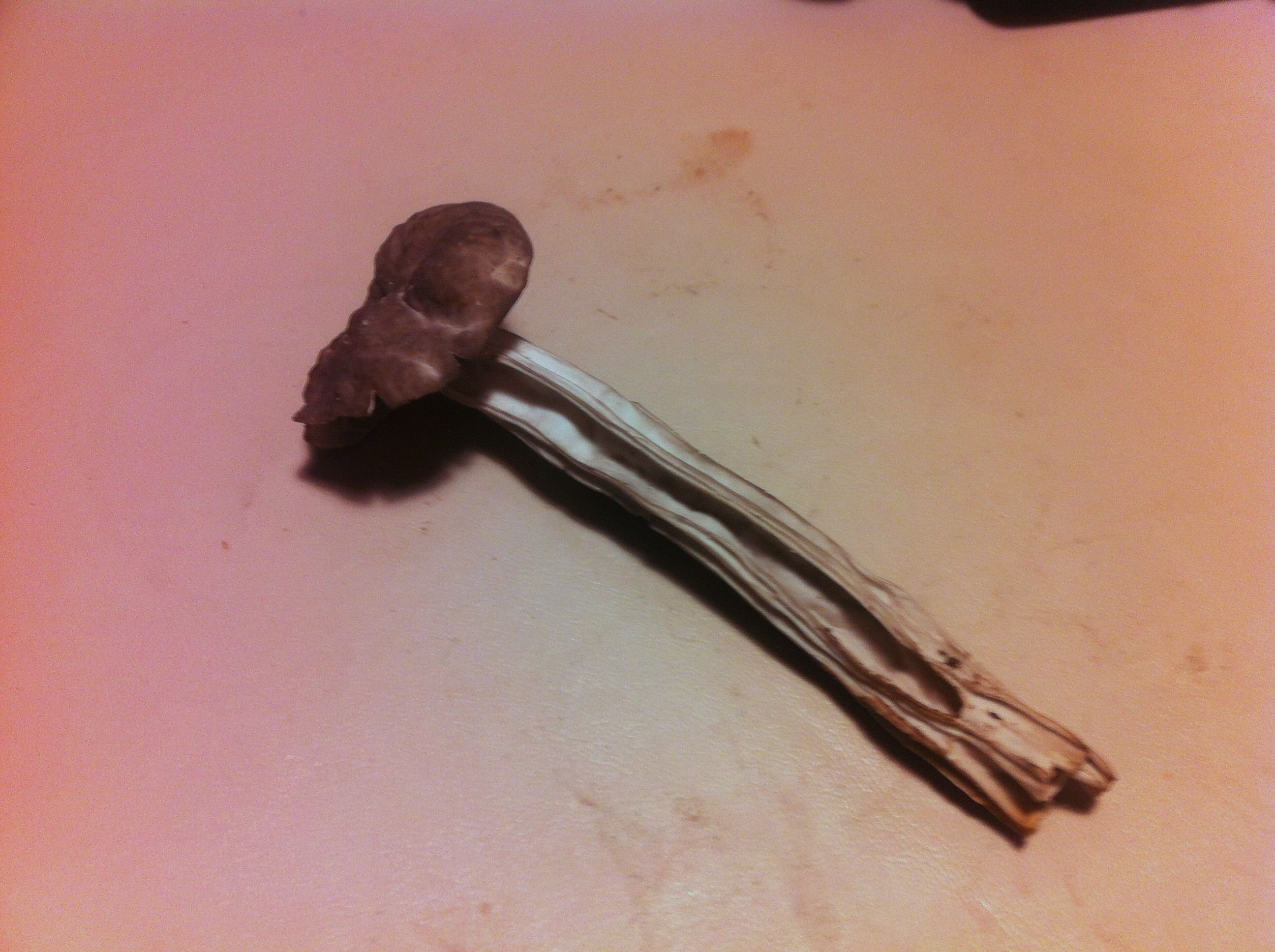
Helvella phlebophora
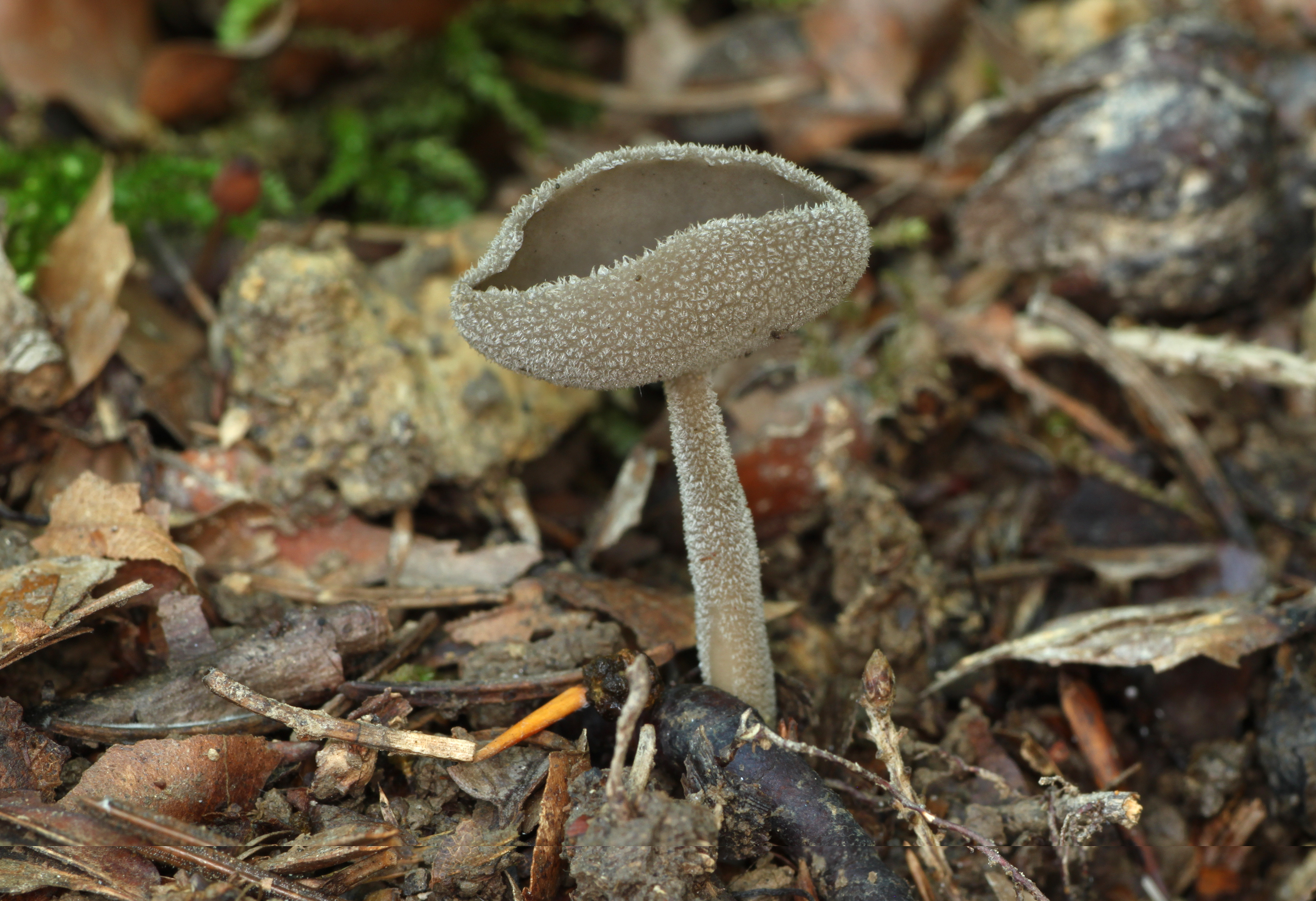
Piestrzyca popielata
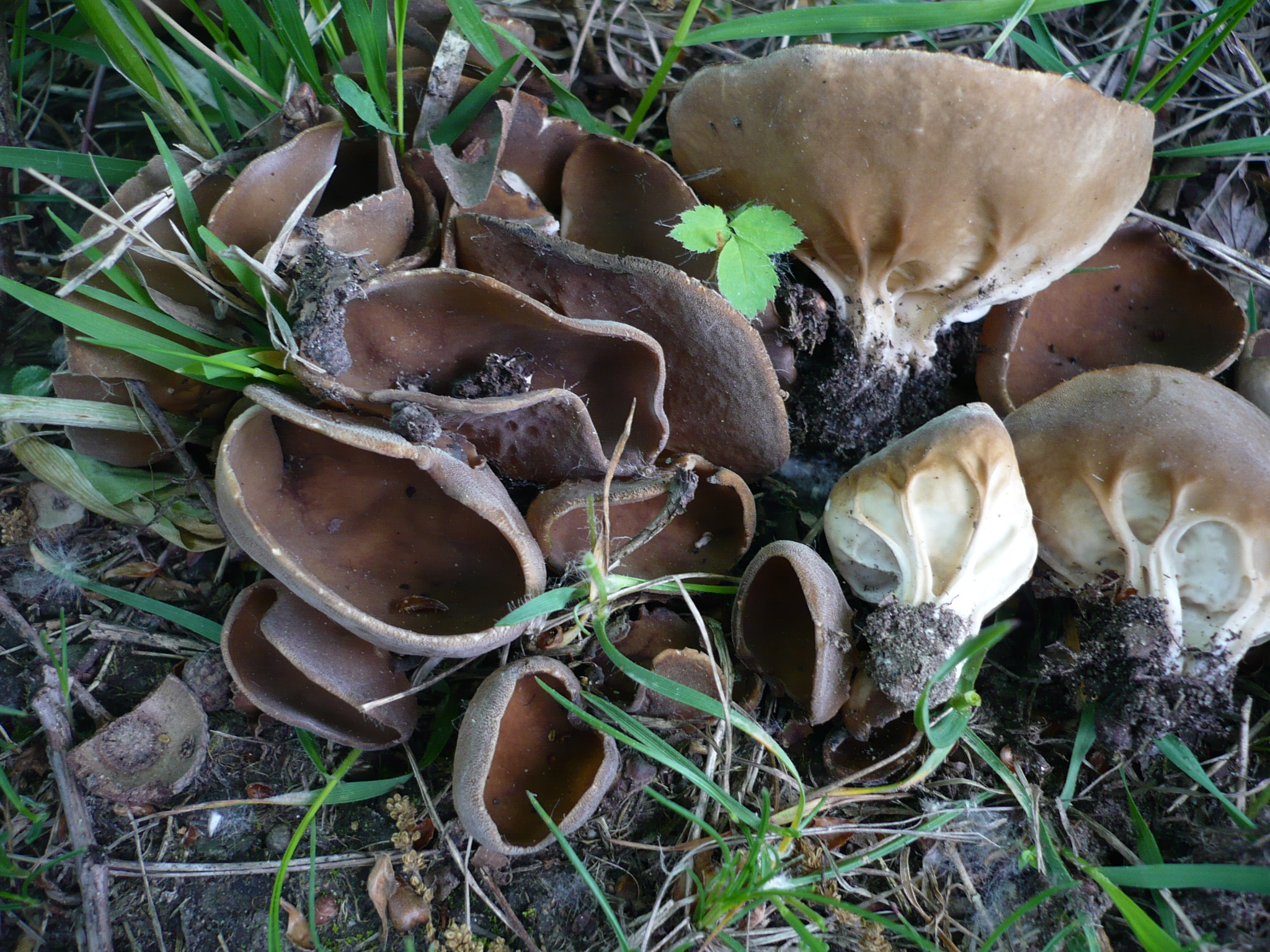
Piestrzyca pucharowata
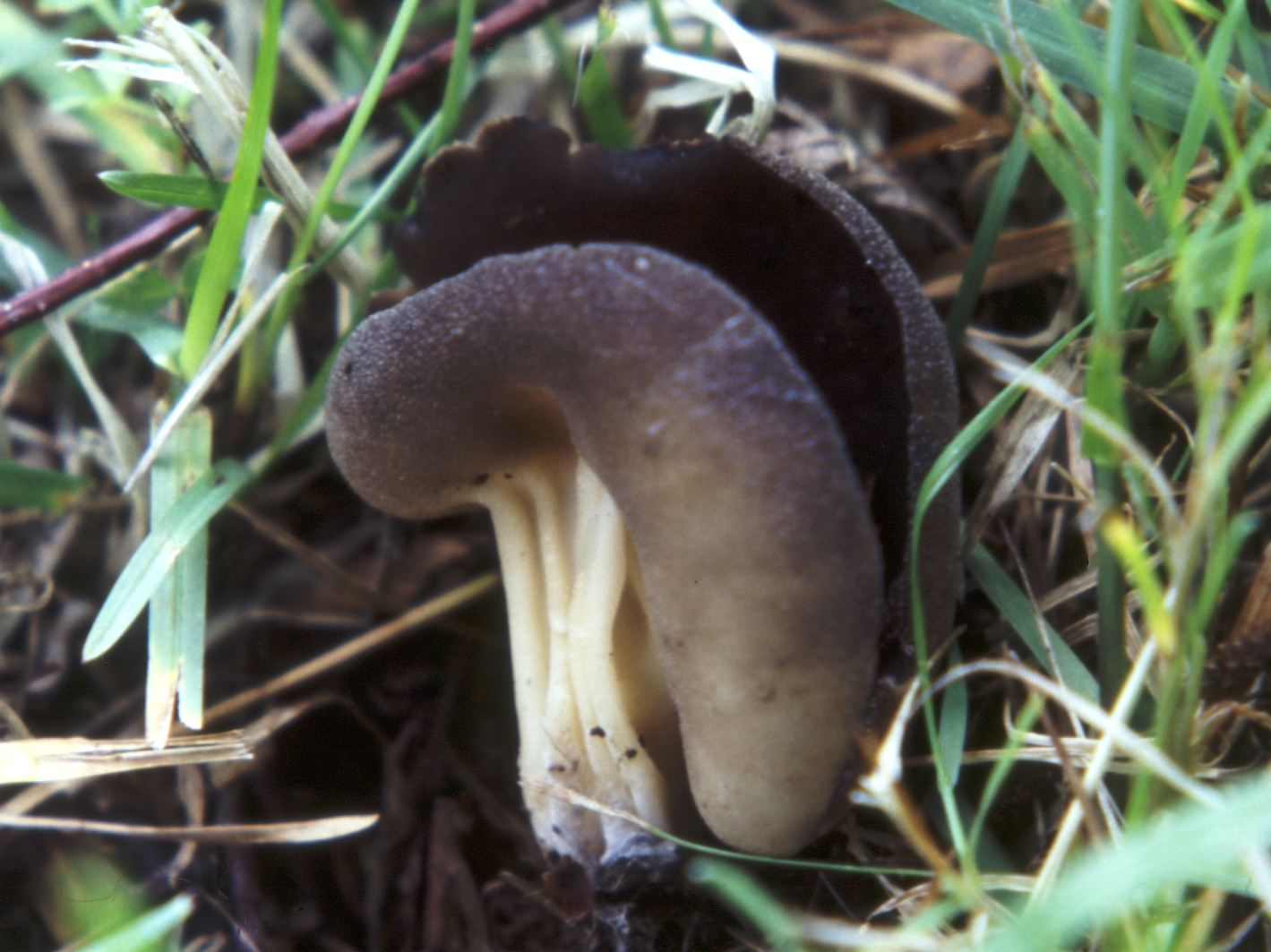
Helvella queletii
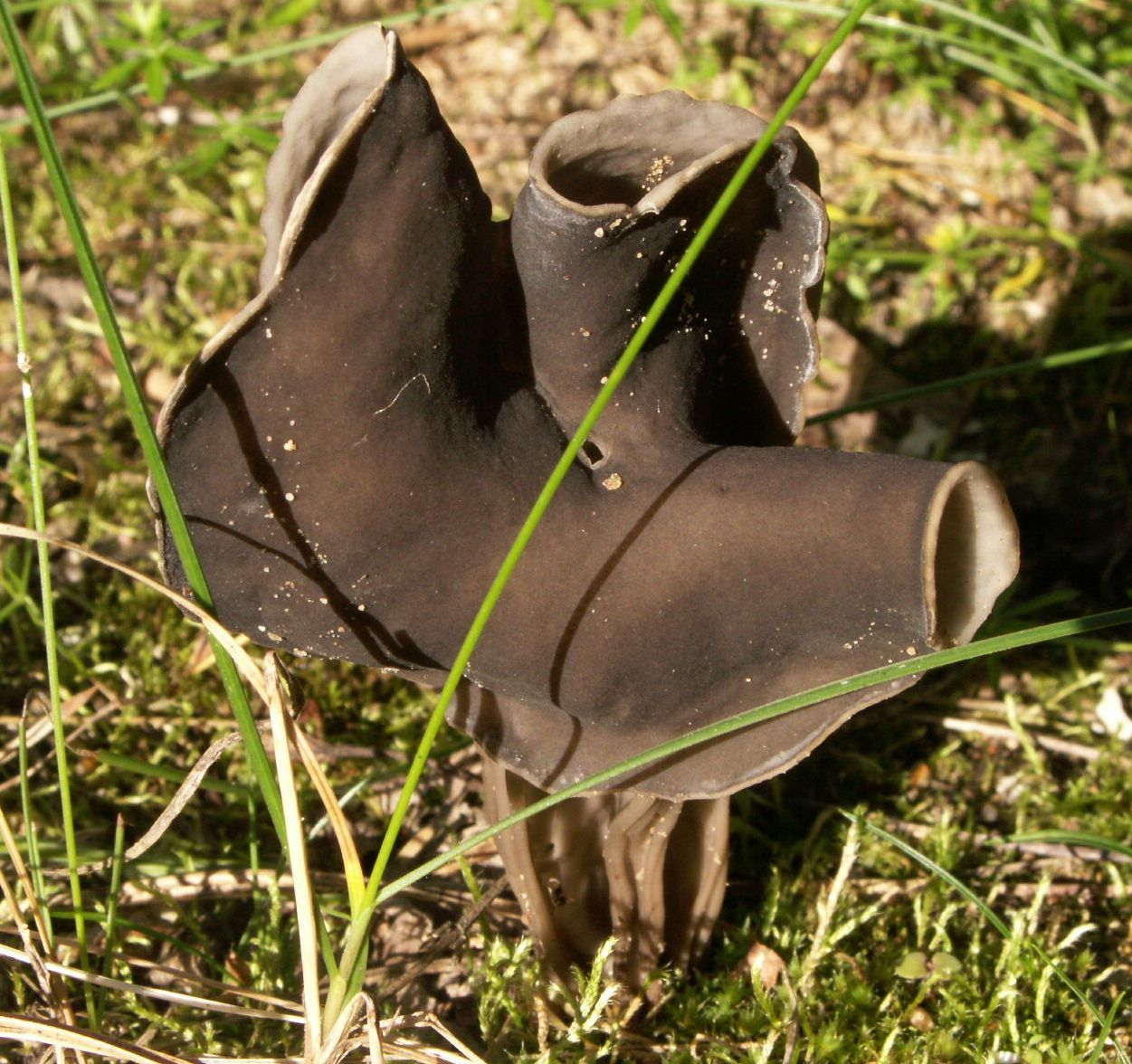
Piestrzyca zatokowata